# Nina Bocearova
Nina Bocearova (în ucraineană Ніна Бочарова; n. 24 septembrie 1924, Suprunivka, Raionul Poltava, Regiunea Poltava, Ucraina – d. 30 august 2020, Roma, Italia) a fost o gimnastă artistică ce a reprezentat Uniunea Republicilor Sovietice Socialiste, medaliată olimpică. A participat la o ediție a Jocurilor Olimpice (1952) în care a câștigat două medalii de aur și două medalii de argint.

## Participări
Lista de mai jos prezintă principalele competiții la care a participat Nina Bocearova de-a lungul carierei.
- Voimistelu kesäolympialaisissa 1952[*]